# Чонсткув-Польський
Чонсткув-Польський (пол. Cząstków Polski) — село в Польщі, у гміні Чоснув Новодворського повіту Мазовецького воєводства.
Населення — 310 осіб (2011).
У 1975-1998 роках село належало до Варшавського воєводства.

## Демографія
Демографічна структура станом на 31 березня 2011 року:
|          | Загалом | Допрацездатний вік | Працездатний вік | Постпрацездатний вік |
| -------- | ------- | ------------------ | ---------------- | -------------------- |
| Чоловіки | 149     | 24                 | 110              | 15                   |
| Жінки    | 161     | 23                 | 101              | 37                   |
| Разом    | 310     | 47                 | 211              | 52                   |